# 藤岡市立北中学校
藤岡市立北中学校（ふじおかしりつ きたちゅうがっこう）は、群馬県藤岡市下栗須にある公立中学校。

## 沿革
- 1976年（昭和51年）4月 - 開校。

## 部活動

### 運動部
- バスケットボール部（男女）
- バレーボール部（男女）
- ソフトテニス部（男女）
- 陸上競技部（男女）
- 卓球部（男女）
- 野球部
- 柔道部（男女）
- 剣道部（男女）
- サッカー部
- ハンドボール部

### 文化部
- 美術部（男女）
- 科学部（男女）
- 生活科学部（男女）
- 吹奏楽部（男女）

## 校区
- 藤岡市立藤岡第二小学校
- 藤岡市立神流小学校

## 著名な出身者
- 関憲太郎 - サッカー選手
- おかもとまり - タレント
- 中山秀征 - タレント
- 里咲りさ - アイドル、シンガーソングライター、起業家